# توسعه انسانی

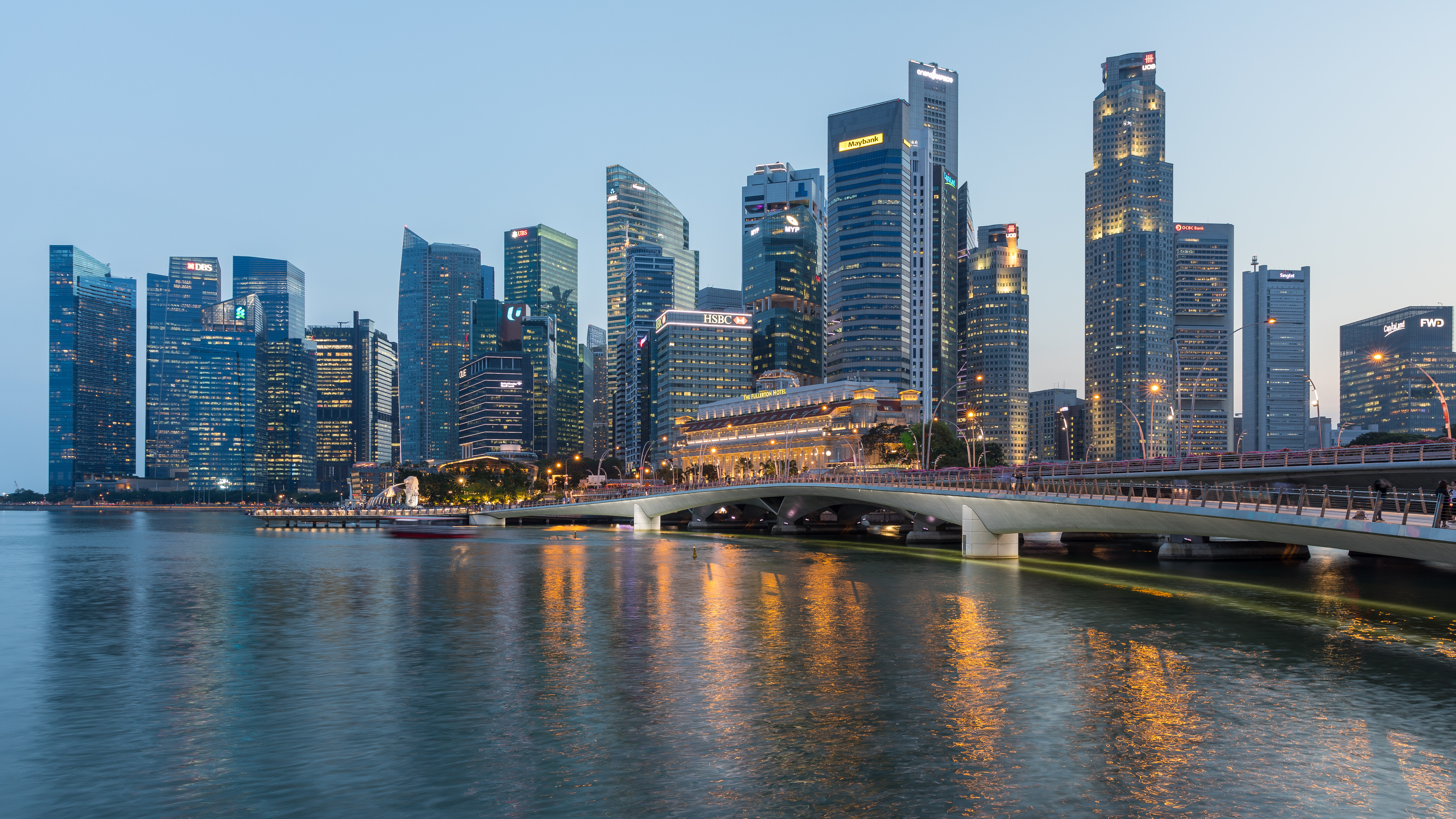
نمای شهر سنگاپور که از توسعه انسانی بسیار بالایی برخوردار است.

مفهوم توسعه انسانی (به انگلیسی: Human development) از گسترش مفهوم توسعه اقتصادی ریشه گرفته و ابعاد اجتماعی، سیاسی و حتی اخلاقی را دربر می‌گیرد. از میانه قرن بیستم، سازمان‌های بین‌المللی مانند سازمان ملل و بانک جهانی توسعه انسانی را به‌عنوان رویکردی جامع برای ارزیابی پیشرفت یک کشور اتخاذ کرده‌اند که شرایط زندگی، روابط اجتماعی، آزادی‌های فردی و نهادهای سیاسی را درنظر می‌گیرد که علاوه‌بر معیارهای استاندارد رشد درآمد، در آزادی و نیک‌زیستی مشارکت می‌کند.